# Revolução de Cádis
A Revolução liberal  de Cádis foi revolução na cidade de Cádis na Espanha, consequência  dos princípios  da Revolução Francesa.
O rei restituído após a derrubada de Napoleão, Fernando VII de Espanha pretendeu retornar ao estilo de governo absolutista e de uma sociedade pré-revolucionária. Assim, restaurou os privilégios do clero e da nobreza. Sentindo-se prejudicada a burguesia espanhola iniciou uma revolta de caráter liberal em Cádis. 
Após esse episódio, o ministro das relações exteriores inglês George Canning concentrou esforços para inviabilizar qualquer intervenção espanhola nas independências da América e acelerar o reconhecimento dos novos Estados, anulando as iniciativas de liderança dos Estados Unidos, dispostas na Doutrina Monroe (1823).